# Technomyrmex cheesmanae
Technomyrmex cheesmanae är en myrart som beskrevs av Horace Donisthorpe 1945. Technomyrmex cheesmanae ingår i släktet Technomyrmex och familjen myror.

## Underarter
Arten delas in i följande underarter:
- T. c. albicoxis
- T. c. cheesmanae